# Vodní mlýn Na Baště
Vodní mlýn Na Baště ve Štěpnici v Telči v okrese Jihlava je vodní mlýn, který stojí na Telčském potoce pod hrází Štěpnického rybníka po pravé straně kanálu vedoucího k  Ulickému rybníku. Je chráněn jako nemovitá kulturní památka České republiky.

## Historie
Mlýn je připomínán již v roce 1535. Mletí v něm bylo ukončeno v 19. století; roku 1891 prošel úpravami.

## Popis
Bývalý panský mlýn stojí za hranicí hradeb pod úrovní ulice mezi dvěma městskými rybníky. Jeho jednopatrová budova je zastřešena mansardovou střechou. Dům má prostou pozdně barokní fasádu. Přízemí je převážně plochostropé, suterén pod ulicí byl zasypán.